# Алан Мун

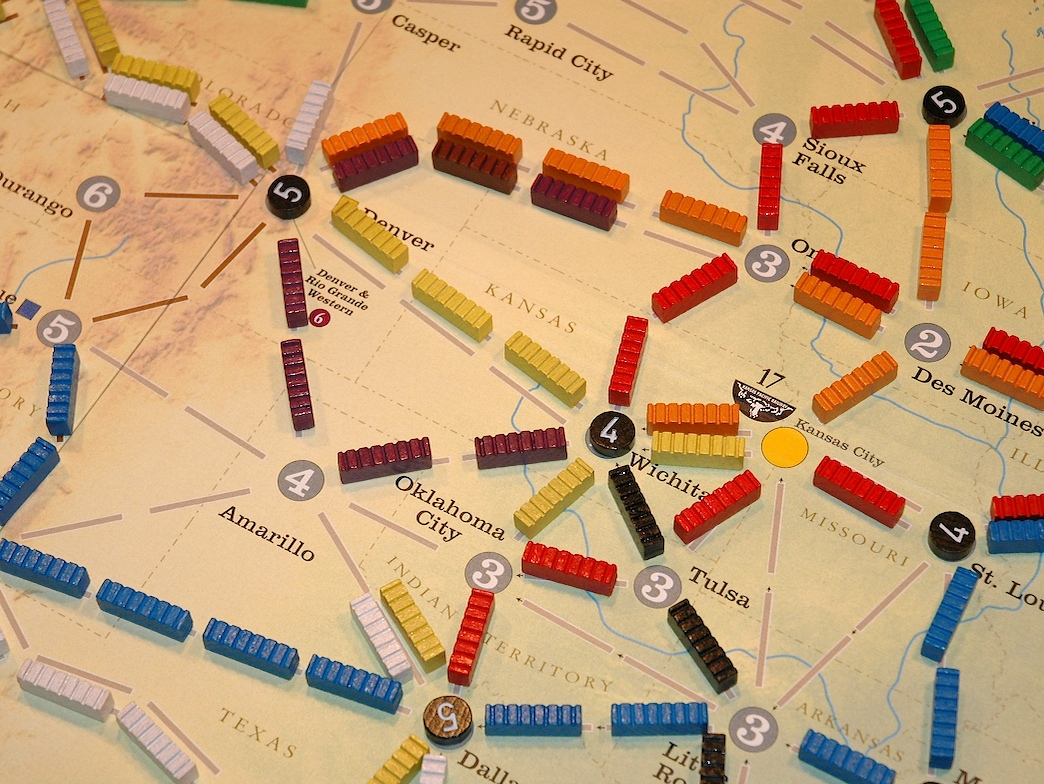
Гра Santa Fe Rails Алана Муна в процесі гри.

Алан Мун (англ. Alan R. Moon, нар. 18 листопада 1951) — британський автор настільних ігор, народився у Саутгемптоні, Англія. Його вважають одним із провідних дизайнерів німецьких настільних ігор. Багато його ігор можна розглядати як настільні варіації на тему задачі комівояжера.

## Кар'єра
Мун працював дизайнером ігор у компаніях Avalon Hill, Parker Brothers і Ravensburger F.X. Schmid USA. Його перша опублікована гра — Black Spy (Avalon Hill, 1981), натхненна класичною картковою грою Hearts. Але його першою грою, що привернула увагу, стала Airlines, опублікована німецькою компанією Abacus у 1990 році. Він заснував власну видавничу компанію White Wind у 1990 році та керував нею до 1997 року. Зараз він публікує свої ігри через інші компанії, такі як Ravensburger і Days of Wonder.
З 2000 року Мун працює вільним дизайнером ігор, на його рахунку десятки ігор. Мун двічі отримував нагороду Spiel des Jahres, за Elfenland у 1998 році та за Ticket to Ride у 2004 році; Ticket to Ride здобула майже два десятки інших нагород по всьому світу.

## Обрані ігри
- Capitol у співавторстві з Аароном Вайссблумом (2001, номінант на Spiel des Jahres, 5 місце на Deutscher Spiele Preis)
- Das Amulett у співавторстві з Аароном Вайссблумом (2001, номінант на Spiel des Jahres, 10 місце на Deutscher Spiele Preis)
- Diamant у співавторстві з Бруно Файдуцці (2005)
- Down with the King у співавторстві з Гленном та Кеннетом Рахманом (1981)
- Elfenland (1998, переможець Spiel des Jahres, 3 місце на Deutscher Spiele Preis)
- Get the Goods у співавторстві з Міком Адо (1990, номінант на Spiel des Jahres, 4 місце на Deutscher Spiele Preis)
- San Marco (2001, номінант на Spiel des Jahres, 7 місце на Deutscher Spiele Preis)
- Ticket to Ride (2004, переможець Spiel des Jahres)
- Union Pacific (1999, номінант на Spiel des Jahres, 3 місце на Deutscher Spiele Preis)